# Френкі Авалон
Френкі Авалон (англ. Frankie Avalon, нар. 18 вересня 1940) — американський співак і актор, один з найбільш відомих представників «філадельфійської школи» рок-н-рольщиків, з 1958 по 1960 роки співаючий ідол підлітків.
В кінці 1950-х років Авалон випустив такі популярні пісні, як «Ginger Bread» і найбільші свої хіти — «Venus» (п'ять тижнів на першому місці головного американського національного чарту Billboard Hot 100) і «Why» (один тиждень на першому місці).

## Біографія
Френсіс Томас Аваллоне народився у Філадельфії, штат Пенсільванія у сім'ї вихідців з Італії Марії та Ніколаса Аваллоне. Його мати була родом із Сицилії, а батько був м'ясником з Неаполя або Салерно. Його бабуся по батьковій лінії була з Сицилії.
У грудні 1952 року Авалон дебютував на американському телебаченні, граючи на трубі в скетчі «Різдвяна вечірка для молодят» на шоу Джекі Глісона. У підлітковому віці він грав з Боббі Райделом у «Рокко і святих».
Паралельно, починаючи з 1957 року, співак почав поступово перемикатися на акторську кар'єру. Після вдалих ролей другого плану в таких фільмах, як «Guns of the Timberland» і «Форт Аламо» до середини 1960-х років він став на студії American-International зіркою дешевих, але дуже прибуткових комедій в жанрі «пляжної вечірки». Партнеркою його по цих фільмів була Аннетт Фунічелло. Їх пара не тільки стала іконою молодіжних фільмів, але і давала концерти по всій країні як співаючий дует.
На початку 1970-х років його зірка як актора зайшла, і він повернувся до співу, в 1976 році недовго знімаючись в ностальгічній естрадній телепередачі Easy Does It за участю багатьох артистів минулих років.
В кінці 1980-х Френкі Авалон виступив як співпродюсер фільму Back to the Beach (1987), в якому пара Авалон і Фунічелло возз'єдналася в головних ролях .

## Дискографія

### Альбоми
| Рік  | Альбом                           | Billboard 200 | Лейбл звукозапису  |
| ---- | -------------------------------- | ------------- | ------------------ |
| 1958 | Frankie Avalon                   | –             | Chancellor Records |
| 1959 | Swingin' on a Rainbow            | 9             | Chancellor Records |
| 1959 | The Young Frankie Avalon         | –             | Chancellor Records |
| 1960 | Summer Scene                     | –             | Chancellor Records |
| 1961 | ...And Now About Mr. Avalon      | –             | Chancellor Records |
| 1961 | A Whole Lotta Frankie            | 59            | Chancellor Records |
| 1962 | Italiano                         | –             | Chancellor Records |
| 1962 | Frankie Avalon's Christmas Album | –             |                    |
| 2002 | 25 All-Time-Greatest Hits        | –             | Varèse Sarabande   |

### Сингли
Див. Frankie Avalon discography в англ. розділі.

## Фільмографія

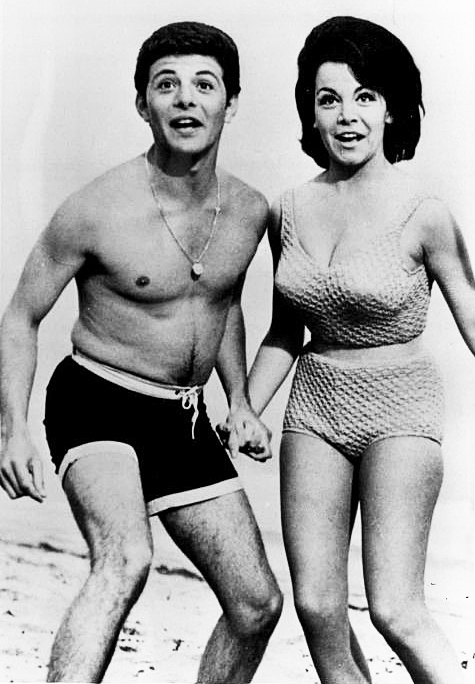
Френкі Авалон і Аннетт Фунічелло у одному із «пляжних» фільмів. 1960-ті роки.

- 1960 — Револьвери на лісоповалі / Guns of the Timberland — Берт Гарві
- 1960 — Форт Аламо / The Alamo — Смітті
- 1961 — Подорож на дно моря / Voyage to the Bottom of the Sea — лейтенант Денні Романо
- 1961 — Плавання на злочинному кораблі / Sail a Crooked Ship — Родні Джей Фоглмаєр
- 1962 — Паніка в нульовому році / Panic in Year Zero! — Рік Болдвін
- 1963 — Операція «Бікіні» / Operation Bikini — моряк Джозеф Мальцоне
- 1963 — Кастилець / The Castilian — менестрель Джеріфан
- 1963 — Барабани Африки / Drums of Africa — Браян Феррерс
- 1963 — Пляжна вечірка / Beach Party — Френкі
- 1964 — М'язи на пляжі / Muscle Beach Party — Френкі
- 1964 — Пляж бікіні / Bikini Beach — Френкі / Картопляний жук (Пітер Ройс Бентлі)
- 1964 — Піжамна вечірка / Pajama Party — Сокум
- 1965 — Пляжне бінго / Beach Blanket Bingo — Френкі
- 1965 — Вже краще в Швецію! / I'll Take Sweden — Кенні Клінгер
- 1965 — Веселощі на лижах / Ski Party — Тодд Армстронг
- 1965 — Як впоратися з диким бікіні / How to Stuff a Wild Bikini — Френкі
- 1965 — Сержант Дедгед / Sergeant Deadhead — сержант Дедгед / сержант Донован
- 1965 — Доктор Голдфут і бікіні-машина / Dr. Goldfoot and the Bikini Machine — Крейг Гэмбл
- 1966 — Поворотний пункт / Fireball 500 — Дейв Овенс
- 1967 — Мільйон очей Су-Муру / The Million Eyes of Sumuru — агент Томмі Картер
- 1968 — Змивайся! / Skidoo — Енджі
- 1969 — Будинок жахів / The Haunted House of Horror — Кріс
- 1974 — Здобич / The Take — Денні Джеймс
- 1978 — Бріолін / Grease — Тін-Енджел
- 1982 — Кривава пісня / Blood Song — Пол Фоулі
- 1987 — Назад на пляж / Back to the Beach — чоловік Аннетт
- 1989 — Рота Беверлі-Гіллз / Troop Beverly Hills — камео
- 1994 — Обкурена молодь / The Stoned Age — камео
- 2018 — Тато / Papa — Джек Фрейдман